# Собченко Микола Савич
Мико́ла Са́вич Со́бченко (1881 , Карашина, Канівський повіт, Київська губернія, Російська імперія  — невідомо ) — український радянський діяч, шахтар. Депутат Верховної Ради УРСР 1-го скликання.

## Біографія
Народився 1881 року в селянській родині в селі Карашина, тепер Корсунь-Шевченківський район, Черкаська область, Україна. Освіта нижча. З 1889 по 1892 рік наймитував у маєтку князя Лопухіна на Корсунщині, а з 1892 по 1894 рік — в багатіїв села Стила біля Юзівки на Донбасі.
З 1894 року працював на шахтах Донбасу. На шахтах № 2 і № 4 поміщика Деревицького і Прохорова був вибірником породи, саночником, кочегаром, машиністом підйому. До 1901 року працював на шахті № 4 Новопрохорівського рудника.
З 1901 по 1912 рік — машиніст підйому шахт № 1 і № 6 Олексіївського рудника. У 1903 році короткий час служив у російській армії, але через хворобу був звільнений і повернувся на шахту. У 1912—1919 роках — машиніст підйому шахти № 4 поміщика Рикова. У 1919—1925 роках — машиніст підйому шахти № 6 «Капітальна» Олексіївського рудника.
Член РКП(б) з 1920 року.
У 1925—1929 роках — голова Сталінського окружного відділення профспілки Всеробітземлісу.
У 1929—1931 роках — помічник директора з праці коксохімічного заводу № 9 на Донбасі.
У 1931—1932 роках — голова шахтного комітету профспілки вугільників шахти № 17-17 біс селища Рутченкове.
У 1932—1933 роках — голова Сталінського обласного комітету профспілки мукомолів.
У 1933—1935 роках — голова дільничного комітету профспілки вугільників, заступник завідувача шахти № 17-17 біс селища Рутченкове.
У 1935—1941 роках — машиніст підйомної машини шахти № 17-17 біс імені Папанінців селища Рутченкове Кіровського району міста Сталіно.
26 червня 1938 року обраний депутатом до Верховної Ради УРСР 1-го скликання по Сталінсько-Петрівській виборчій окрузі 269 Сталінської області.
Під час німецько-радянської війни у жовтні 1941 року був евакуйований до Казахської РСР. З жовтня 1941 по жовтень 1943 року працював машиністом Меркенського цукрового заводу Меркенського району Джамбульської області Казахської РСР.
З листопада 1943 року — помічник, заступник начальника шахти № 17-17 біс імені Папанінців; заступник начальника шахтоуправління № 7 тресту «Рутченковугілля» селища Рутченкове Кіровського району міста Сталіно